# Mark Pearson (chính khách)
Mark Anthony Pearson (sinh năm 1959), một chính khách Úc, là thành viên của Hội đồng Lập pháp New South Wales từ năm 2015, đại diện cho Đảng Công lý Động vật. Trước khi đắc cử, Pearson từng là Giám đốc điều hành, Giải phóng động vật có trụ sở tại Sydney.

## Đời tư
Mark Pearson là một trong số ít các chính khách Úc được bầu vào quốc hội trong khi công khai đồng tính.